# Starogard Gdański Przedmieście
Starogard Gdański Przedmieście – bocznica szlakowa i przystanek osobowy w Starogardzie Gdańskim, często zwany także Starogard Szlachecki, w województwie pomorskim. Dawniej przystanek na trasach Starogard Gdański - Skórcz i Skarszewy - Skórcz; obecnie obsługuje tylko pociągi towarowe.

## Charakterystyka stacji
- województwo: województwo pomorskie
- budynek: nie ma, został rozebrany
- kasa biletowa: zlikwidowana
- dodatkowe tory: są zdatne do eksploatacji
- liczba peronów: 1
- lokomotywownia: nie ma i nie było
- wieża wodna: nie ma i nie było
- zadaszenie peronów: nie ma i nie było
- przejście podziemne: nie ma i nie było
- przejście nadziemne: nie ma i nie było